# Chip (magazin)
A Chip egy számítógépes magazin, amelyet a Chip Holding (korábban Vogel Burda Holding GmbH) jelentet meg Európa és Ázsia tizenöt országában, köztük Magyarországon is. A Chip német kiadását 1978 szeptemberében indították, azóta Németország egyik legrégebb óta futó és legnépszerűbb számítógépes magazinjává vált: 2008 negyedik negyedévében havonta átlagosan 418 019 példány kelt el belőle.

## Chip.de
A Chip.de vagy Chip Online a Chip független internetes portálja. Ez az egyik leglátogatottabb médiaportál a németajkú területeken, amely hardver és szoftver leírásokat és árösszehasonlításokat tesz közzé, de emellett letöltéseket és egy közösségi portált is tartalmaz. 2010 januárja óta benne van a világ 500, valamint Németország 20 leglátogatottabb weboldala között az Alexa forgalomrangsora alapján.